# دین‌های پیشاتاریخ

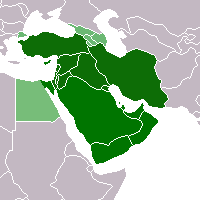
رنگ سبز تیره: کشورهای خاور نزدیک و ایران (در تعریف معاصر باستان‌شناسی و تاریخ‌شناسی) - مجموع رنگ سبز تیره و سبز روشن: غرب آسیا در ابعادی گسترده‌تر که شامل خاورمیانه و قفقاز جنوبی است.

دین‌های پیشاتاریخ یا دین‌های ماقبل تاریخ، مجموعه‌ای از مدارک و اکتشافات ثبت شده از اعمال، تفکرات و رویدادهای دینی بشر را از آغاز پیدایش انسانیان تا شروع عصر باستان، ارائه می‌دهد، با وجود اینکه دوره ماقبل تاریخ عاری از هرگونه اسناد و متون مکتوب است و آثار دینی به جا مانده از آن همگی غیرمکتوب هستند و همچنین بر پایه نظریه‌ها و فرضیه‌هایی از منابع غیر مستقیم مثل یافته‌های پربحث و جدل باستان‌شناسی استوار هستند لذا تاریخ و رخدادشناسی ادیان به شکلی جدی از زمان اختراع خط یعنی حدود ۵۰۰۰ سال پیش در سرزمین‌های شرق نزدیک آغاز می‌گردد. خاور نزدیک یا شرق نزدیک به سرزمین‌هایی گفته می‌شود که در غرب آسیا مابین دریای مدیترانه و ایران واقع شده‌اند این عبارت جغرافیایی بیشتر برای باستان‌شناسان و تاریخدانان مصطلح می‌باشد، البته استفاده این اصطلاح در نزد روزنامه‌نگاران و سیاستمداران نیز کاربرد دارد. تاریخ ادیان دارای خط سیری است که به بررسی وقایع‌نگاری تطبیقی پیشامدهای مهم آیین‌های مختلف بشر در دوره‌های تعریف‌شده تاریخی و پیشاتاریخی می‌پردازد. نخستین بار (قرن نوزدهم) در دانشگاهی در آلمان مبحث تاریخ ادیان تدریس گردید.

## تاریخ ادیان و جامعه‌شناسی[۵]
تاریخ ادیان گذری از گذشته یک دین و واکاوی آن بر شرایط حال اجتماعی است. دین به عنوان یکی از مصادیق قدرتمند جامعه به‌طور کلی همه ابعاد زندگی بشری را تحت تأثیر قرار داده‌است. تولد، مرگ، ازدواج، کار و اخلاقیات یک تمدن یا یک قوم در کالبد دین آن‌ها جای می‌گیرد. برای مطالعه هر پدیده‌ای بهتر است دین آن جامعه را نیز مد نظر داشت.

## اهمیت مطالعه تاریخ ادیان
نکته قابل توجه دیگر آنکه بسیاری از اقوام کهن که امروز حضور دارند دارای پیشینه دینی متفاوت با زمان حال خود هستند و به نظر می‌رسد که دین جدیدی جایگزین دین سابق ایشان شده و دین کهنه به فراموشی سپرده شده‌است اما با توجه به مطالعات تاریخی می‌توان دریافت که آثار آن‌ها هنوز باقی است. آثار طبیعت ایرانیان هنوز در هنر آن‌ها دیده می‌شود (مانند بته جغه ها) و زئوس پادشاه خدایان یونانی در نقاشی میکل آنژ به شکل تازه تری از خدای دین مسیح جلوه گر می‌شود تفکرات میترایسم هنوز بر سرزمین‌های مسلمان سایه افکنده‌است. پس اگر چه بسیاری از ادیان نابود گشته‌اند یا فراموش شده‌اند اما تفکرات آن‌ها هنوز بر باقی‌مانده آن تمدن دیده می‌شود از اینجا است که مطالعه تاریخ ادیان به خصوص تاریخ ادیان دوران ماقبل تاریخ که زاده اندیشه انسانسایان است ضروری می‌نماید.

## مطالعه و تحقیق پیرامون تاریخ دین‌ها
در قرن نوزدهم میلادی فراگیری و رازگشایی در علوم وابسته به امور فرهنگ‌شناسی و دین‌شناسی توسعه چشمگیری داشت. دانشگاه‌هایی که در آن تاریخ ادیان تدریس می‌شد در جستجوی دلیلی برای گوناگونی دینی و مذهبی بودند. ادیان با توجه به کوچکی و بزرگی جوامع و همچنین روند گسترش و پیشرفت‌شان به گروه‌های مختلفی دسته‌بندی شدند. ادیان همچنین با در نظر گرفتن میزان روح توحیدی و عقاید مشرکانه‌شان، به گروه‌بندی خاص خودشان طبقه‌بندی شدند. ادیان دارای طیفی خاص هستند که یک سوی آن ادیان کاملاً سازماندهی شده، قانونمند و منظم و سوی دیگر طیف ادیان تصادفی، سرهمبندی شده و اصلاح شده قرار دارند.

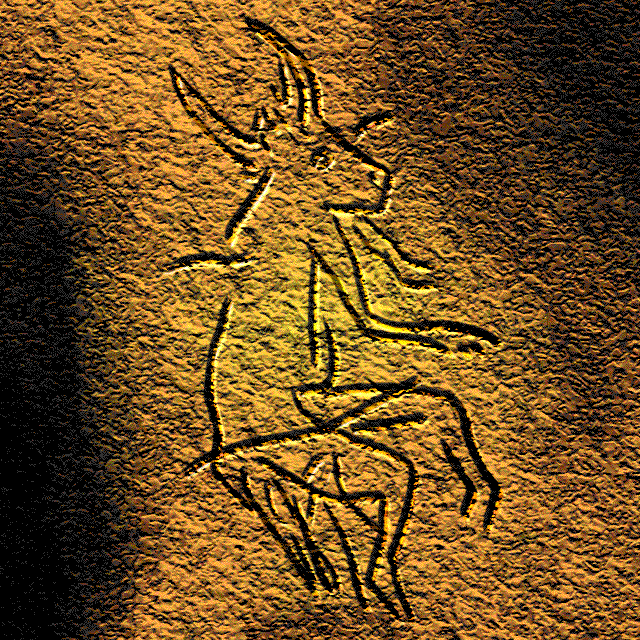
نقاشی یک موجود نیمه حیوان نیمه انسان در غاری مربوط به دوره پارینه سنگی در جنوب غربی فرانسه. باستان‌شناسان بر این باورند که این نگاره ممکن است سندی دال بر اثبات وجود ابتدایی‌ترین آداب و رسوم انسان‌های دوره پارینه سنگی از عقاید جادوگران و کاهنان بوده باشد.

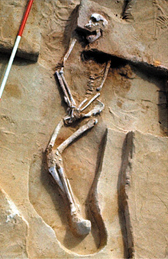
اسکلت به جا مانده در یک گور واقع در لیک مانگو ۴۰٬۰۰۰ سال قبل از میلاد. این اکتشاف نمایانگر اعتقاد به تدفین مردگان در آن دوران بوده‌است.

## هسته نخستین پیدایش ادیان
شواهد و مدارک مبنی بر عقاید دینی به چند صد هزار سال پیش یعنی دوران انتهایی و میانه پارینه سنگی بازمی‌گردد. باستان‌شناسان بر این باورند هسته نخستین اعتقاد و تفکر دینی در گروه انسانسانان از آن هنگام تشکیل شد که انسان‌ها ۳۰۰٬۰۰۰ سال پیش مردگان خود را طبق رسوم و تفکراتشان خاکسپاری می‌کردند.

## دورهماقبل تاریخ
دین دوره ماقبل تاریخ یک اصطلاح کلی برای عقاید دینی و مجموع اعمال، آداب و رسوم دینی بشر ماقبل تاریخ می‌باشد. این دوره شامل دین دوره پارینه سنگی، میانسنگی، نوسنگی و عصر برنز می‌باشد.
گروهی از باستان شناسان تصور می‌کنند در میان اجتماع انسان‌های دوره میانه پارینه سنگی مثل نئاندرتالها ممکن است اندیشه‌هایی نظیر حیوان پرستی و توتم باوری بوده باشد.

### ۲۲۳٫۰۰۰ الی ۱۰۰٫۰۰۰ سال قبل از میلاد
دیرینه‌ترین شواهد کشف شده از انسانسایان از جمله نئاندرتالها و حتی انسان‌های هایدلبرگی نشانگر این است که این گونه انسان‌ها عمداً" طبق سنن خود، مردگان را در گورهای دسته جمعی تدفین می‌کردند. گورها در مناطق متفاوتی از اوراسیا کشف شده‌است. این گورها نمایانگر وجود آداب و رسوم دینی در این دوره بوده‌است. البته در این مورد بین باستان‌شناسان بحث و جدل‌های فراوانی وجود داشته‌است. نئاندرتال‌ها مردگان خود را در گورهای ساده قرار می‌دادند و از نشان خاص، نماد یا مواد خاصی در قبرها استفاده نمی‌کردند. البته در مواردی آن‌ها از بلوک‌های سنگ آهک و نمادهای با اشکال منسوخ شده بهره می‌بردند. این آداب و رسوم احتمالاً" نشانگر اعتقاد و احساس همدلی برای مردگان بوده‌است.

### ۹۸٫۰۰۰ سال قبل از میلاد
نئاندرتالها در بلژیک و فرانسه کنونی، پیش از خاکسپاری، اندرونی و فضولات مردگان خود را تخلیه می‌کردند.

### ۷۰٫۰۰۰ سال قبل از میلاد
اکتشاف یک مجسمه غول پیکر از یک مار درون یک تالار در صحرای کالاهاری آفریقا که به وسیلهٔ نیزه‌های شکسته شده احاطه شده بود، برای باستان شناسان دلیلی بود که انسان‌هایی با تفکرات مارپرستی در این محل به منظور بخشش پیشکش‌ها و هدایا اجتماع می‌کردند تا به ادای رسوم مارپرستی خود عمل کنند.

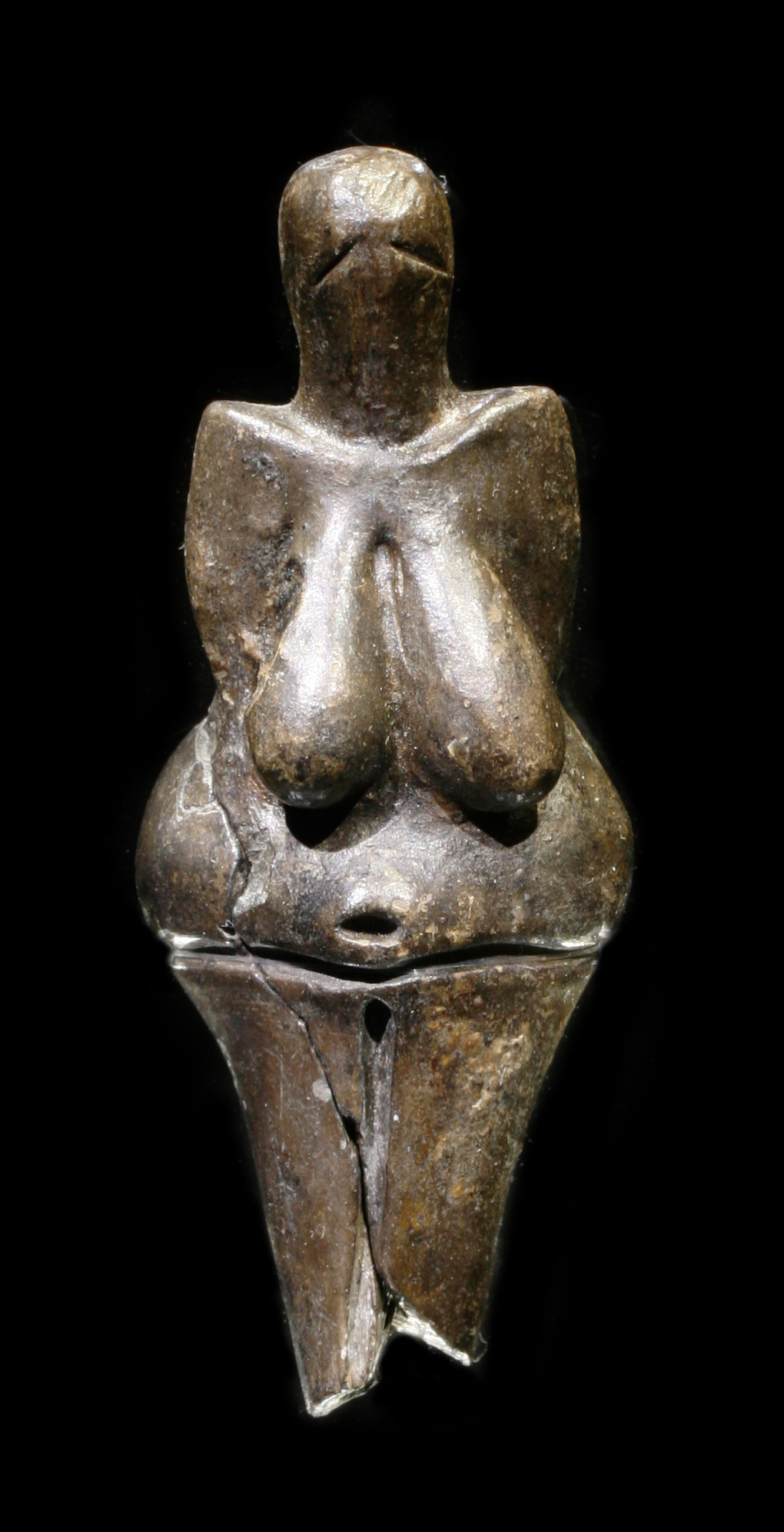
تندیسک سرامیکی شمایل ونوس یک زن عریان موسوم به دولنی وستونیک متعلق به ۲۵٬۰۰۰–۲۹٬۰۰۰ سال قبل از میلاد. باستان شناسان از این مورد مجسمه‌های کوچک را در برخی از گورهای متعلق به ماقبل تاریخ یافته‌اند. تندیسک‌های ونوس پاسخی به بعضی از پرسش‌های باستان شناسان در مورد ادیان ماقبل تاریخی بوده‌است.

### ۴۰٫۰۰۰ سال قبل از میلاد
اکتشاف قدیمی‌ترین اسکلت با ساختار استخوان بندی انسان امروزی در نزدیکی لیک مانگو که پس از سوزاندن و خاکستر شدن دفن شده بود.

### ۳۳٫۰۰۰ سال قبل از میلاد
تمام اسناد و مدارک اکتشافی و متقاعدکننده دربارهٔ مراسم تدفین نئاندرتال‌ها دیگر از اثبات‌کنندگی خارج شده بودند و دلیل محکمی نداشتند، زوال نئاندرتال‌ها تقریباً هم‌زمان با دوره آغاز ظهور انسان هوشمند در اروپا کنونی روی داد.

### ۲۵٫۰۰۰ سال قبل از میلاد
اکتشاف استخوان‌های درشت و جمجمه‌هایی که به شکل کاملاً" مشخص به رنگ آجری یا قرمز اُخرایی لکه‌گذاری شده بودند، این بقایای استخوانی، به شکل جداگانه خاکسپاری شده بودند. این آداب ممکن است ریشه و شروع مقدس پنداری برخی عتیقه‌های باستانی بوده باشد. شمایل ونوس کهن‌ترین اکتشافی است که در گورها پیدا شده‌است، برخی از آن‌ها عمداً" شکسته شده یا به دفعات با خنجر سوراخ و شکافته شده بودند، احتمالاً این آدمکشی‌ها به خاطر برخی از رفتارهای اجتماعی ناشناخته بوده‌است.

### ۲۵٫۰۰۰ الی ۲۱٫۰۰۰ سال قبل از میلاد
نمونه‌هایی واضح و بدون ابهام از خاکسپاری مردگان در شبه جزیره ایبری و اروپای شرقی به وسیله باستان شناسان ارائه شده‌است. در تمام نمونه‌های اکتشافی، از گل اُخری به منظور تدفین مردگان استفاده شده بود. علاوه بر آن اشیاء متفاوتی نظیر پوسته صدف، لباس، تندیسک‌های مختلف، اشکالی شبیه چوب طبل، مهره‌هایی از جنس عاج ماموت‌ها، ابزار نبرد از جنس عاج، اشکال عصا مانند از جنس شاخ گوزن، سنگ چخماق و … نیز در گورها کشف شده‌است.

### ۲۱٫۰۰۰ الی ۱۱٫۰۰۰ سال قبل از میلاد
هیچ گونه مدرکی دال بر تدفین مردگان کشف نشده‌است.

### ۱۳٫۰۰۰ الی ۸٫۰۰۰ سال قبل از میلاد
اکتشاف دربارهٔ خاکسپاری‌ها ادامه پیدا کرد. دسته‌ای از زنان، مردان و کودکان در غاری تدفین شده بودند که گویا ۱۰٬۰۰۰ سال پیش نیز اعمال تدفین در آنجا انجام می‌شد. گورها به وسیله دیواره‌های غار و سنگ‌های آهکی مشخص و تفکیک شده بودند. نوع خاکسپاری‌ها و گورها شبیه هم بودند و در همگی از گل اُخری برای مردگان استفاده شده بود، همچنین در گورها، صدف و جواهراتی از جنس عاج ماموت که متعلق به هزاران سال قبل بود، پیدا شد. تعدادی از گورها به حالت دوگانه شامل یک مرد و یک نوجوان پسر بودند. تعدادی از گورها نیز به منظور خاکسپاری مرده‌ای دیگر، بر روی گور دیگری حفر شده بودند، در این حالت استخوان‌های مرده قبلی در نهانگاهی قرار داده می‌شد. گورها همچنین از طریق سنگ‌های بزرگ نشانه‌گذاری می‌شدند، یک جفت شاخ گوزن آغشته به گل اُخری به شکل تیرک‌هایی در درون غار قرار داده می‌شد، باستان شناسان بر این عقیده هستند که رسم کنونی قرار دادن دسته گل بر روی سنگ قبرها ناشی از این سنت انسان‌های اولیه است.

### ۹۸۳۱سال قبل از میلاد
آغاز انقلاب نوسنگی، افزایش تصاعدی جمعیت، تأسیس حکومت‌های پادشاهی، ظهور شهرها و کشورها و سازماندهی شدن ادیان در این برهه تاریخی روی داد. حکومت‌های نخستین معمولاً دین سالار بودند و قدرت سیاسی خود را به وسیلهٔ دین توجیه می‌کردند.

### ۹٫۱۳۰ الی ۷٫۳۷۰ سال قبل از میلاد
کشف تپه گوبکلی در جنوب ترکیه امروزی، به عنوان دیرینه‌ترین مکان پرستش و رسوم دینی.

### ۸۰۰۰سال قبل از میلاد
اکتشاف ۵ پایه ستون (تیر) از جنس الوار بلوط در نزدیکی استون هنج، باستان شناسان بر این باور هستند که ممکن است که این پایه‌ها ستون یک معبد بوده باشد.

### ۷٫۵۰۰ الی ۵٫۷۰۰ سال قبل از میلاد
در این برهه زمانی، اسکان و زیستگاه بشری در منطقه کاتال هویوک به عنوان یک مرکز معنوی و روحانی شبه جزیره آناتولی (ترکیه کنونی) توسعه پیدا کرد. احتمالاً برخی اعمال دینی در معابدی همگانی انجام می‌شد. ساکنین کاتال هویوک از خود یادگارهای زیادی به جای گذاشتند که به عنوان نمونه می‌توان از تندیسک‌های سفالین و آثاری در رابطه با اعضاء جنسی و شکار نام برد.

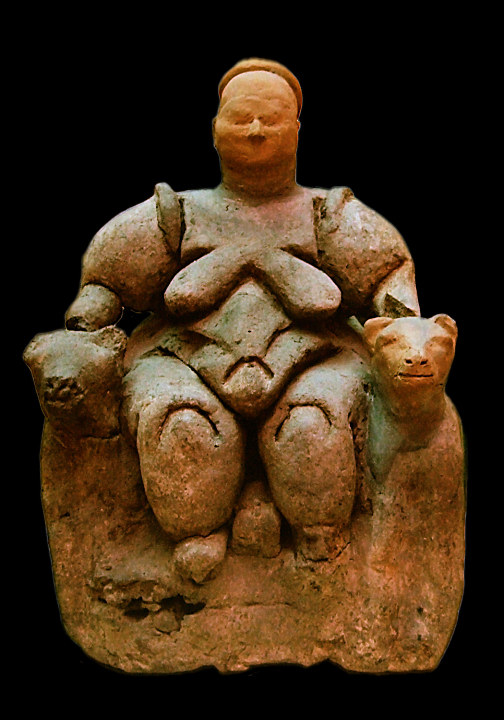
تندیسک زن نشسته بر تخت (ایزد مادر) که در دو طرف آن سر دو شیر ماده قرار دارد. به جا مانده از ناحیه کاتال هویوک واقع در موزه آنکارا

### ۳۱۰۰ الی ۲۹۰۰ سال قبل از میلاد
آرامگاه راهرو مانند نیو گرنج با در نظر گرفتن زوایای افق و تطبیق آن با انقلاب زمستانی در ایرلند بنا شد.